# 田文烈
田文烈（1858年11月9日—1924年11月12日），字焕亭、焕廷、焕霆，晩号拙安老人，湖北汉阳新农镇人，清末民初軍事將領、政治家，袁世凱的心腹。曾任北洋政府農商總長。

## 生平
据田文烈的墓志铭《勲三位內務總長田公墓志銘》称，田文烈“生於咸豐八年戊午十月十九日，卒於共和十三年甲子十月十六日”。

### 袁世凱的幕僚
田文烈的父親田維翰是湖北省的遊幕（當地高官的顧問）。田文烈通過鄉試後，轉爲武官。1885年（光緒11年），他入學北洋武備学堂，畢業後回故鄉。袁世凱到朝鮮赴任之際，田文烈任仁川理事府文案。此時袁世凱對其能力頗有好評，遂以田文烈爲心腹。甲午戰争爆發前，袁世凱回国，田文烈随同回國后被任命為北洋水師学堂教習。
1895年（光緒21年），袁世凱創設新建陸軍，田文烈任督練處總文牘。1899年（光緒25年）義和團運動興起，田文烈任袁世凱麾下武衛右軍文案。1904年（光緒30年），田文烈任北洋常備軍左翼營務。翌年，他任北洋督練公所正参議兼兵備處總辦。
田文烈的辦事能力極佳，杜絕了軍内的腐败現象。其後，他署天津巡警道，盡力維護治安，增加民衆福祉。1911年（宣統3年），田文烈任陸軍部副大臣。

### 地方政治的活躍
1912年（民国元年）3月，袁世凱任中華民国臨時大總統，田文烈任總統府軍事顧問。1913年（民国2年）8月，他任山東民政長兼軍務会辦。田文烈發揮内政手腕，掃平了省内匪賊，使省内治安得以維持，財務整理和實業振興大有成果。
1914年（民国3年）2月，田文烈任河南民政長（5月改巡按使），在任上討伐白朗。同年4月，他兼署理河南都督，同年6月任改制后的河南将軍。同年9月，趙倜就任河南将軍，田文烈改任河南軍務会辦兼巡按使。田文烈在屢遭洪水侵害之苦的河南省組織河南省水利委員会盡力開展治水及水路事業。他用自己的私費投資林業、養蚕業的實業振興，著力推進各地学校的建設。

### 農商總長
1915年（民国4年），袁世凱謀劃稱帝，田文烈、趙倜表示擁護。同年末，袁世凱準備即位之際，田文烈獲封一等伯。翌年6月，袁世凱逝世，田文烈繼續任河南省長（由巡按使更名而來）。同年10月，他參加13省督軍共同向黎元洪發電報支持孔教作爲国教載入憲法的行動。1917年（民国6年）5月，黎元洪罷免段祺瑞，田、趙擁護段。
同年11月30日，田文烈的老友王士珍署理国務總理，12月1日田文烈任農商總長。農商總長在任時，田文烈組織研究會、調查會研討各種實業領域，而且努力導入新型法制。此後内閣頻繁變動，但到1920年（民国9年）2月，田文烈的地位一直沒有動搖。此後他歷任署理内務總長、交通總長。1922年（民国11年）8月，他因病辞任，隨即引退。
1924年（民国13年）12月11日，他在北京病逝。享年67嵗。